# Dolichopus pyrenaicus
Dolichopus pyrenaicus är en tvåvingeart som beskrevs av Octave Parent 1920. Dolichopus pyrenaicus ingår i släktet Dolichopus och familjen styltflugor. Inga underarter finns listade i Catalogue of Life.